# Observatoire cuirassé

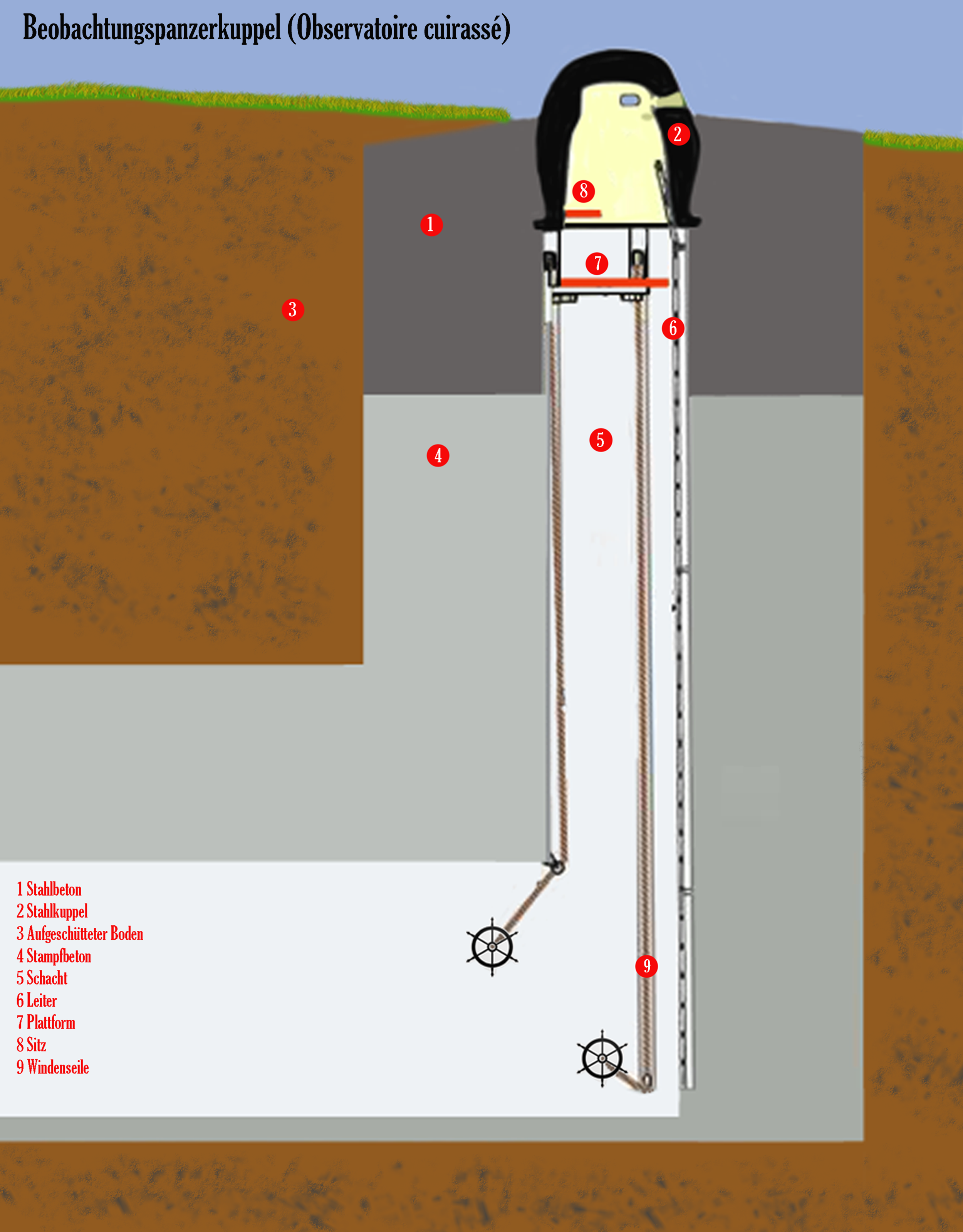
Beobachtungspanzerkuppel-Observatoire cuirassé

Als Observatoires cuirassés (oder auch Cloche observatoire) wurden die gepanzerten Beobachtungsstände bezeichnet, die in Frankreich erstmals in den Forts vom Typ Séré de Rivières der Barrière de fer eingebaut wurden. Aufgabe der Kuppeln war die Beobachtung des Gegners und auch die Feuerleitung der eigenen Geschütze, dabei der Schutz der Beobachter vor Granatsplittern und sonstigen Projektilen, (z. B. Gewehr- oder Schrapnellkugeln).

## Beschreibung
Observatoires cuirassés waren an den höchsten Punkten der jeweiligen Befestigung oder an anderen Stellen, von denen man den benötigten Ausblick hatte, postiert.
Die Glocke bestand aus 25 Zentimeter dickem  Stahl mit einer Höhe von 2 Metern und einem Gewicht von 7,5 Tonnen. Eingebettet war sie zu 3/4 in einen Brunnen aus Stahl- und Stampfbeton mit einer Wandstärke von 1,5 Metern. Es waren drei Sehschlitze vorhanden, mit denen ein Sichtbereich von maximal 240° abgedeckt werden konnte. Für den Beobachter stand ein hölzerner Sitz zur Verfügung. Der Zugang erfolgte in der Regel unterirdisch aus dem Inneren des Forts (seltener direkt von außen) durch einen Gang und einen Schacht mit einer eisernen Leiter. Am Kopf der Leiter befand sich eine Plattform, die man in der Höhe verstellen konnte, um die Gegebenheiten der Größe des Beobachters anzupassen. Der Boden der Plattform war an Drahtseilen aufgehängt und konnte an diesen herabgelassen werden um eventuelle Verletzte oder Tote bergen zu können.
Es existierte eine Ausführung mit einem Innendurchmesser von 80 cm und eine weitere mit einem  Innendurchmesser von einem Meter, wobei diese nur in geringer Stückzahl gefertigt und/oder teilweise nicht geliefert wurde.

## Beobachtungsinstrumentarium
- Ein Goniometer, das auf einem jeweils unter jedem Sehschlitz angebrachten Halter aus Bronze befestigt werden konnte.
- Eine Panoramatafel oder Panoramakarte im Maßstab 1:20.000 zur Bestimmung von markanten Punkten bei der Zielerfassung
- Eine Lampe für den Nachteinsatz
- Eine Informationstabelle mit den Azimuten und den betreffenden markanten Punkten

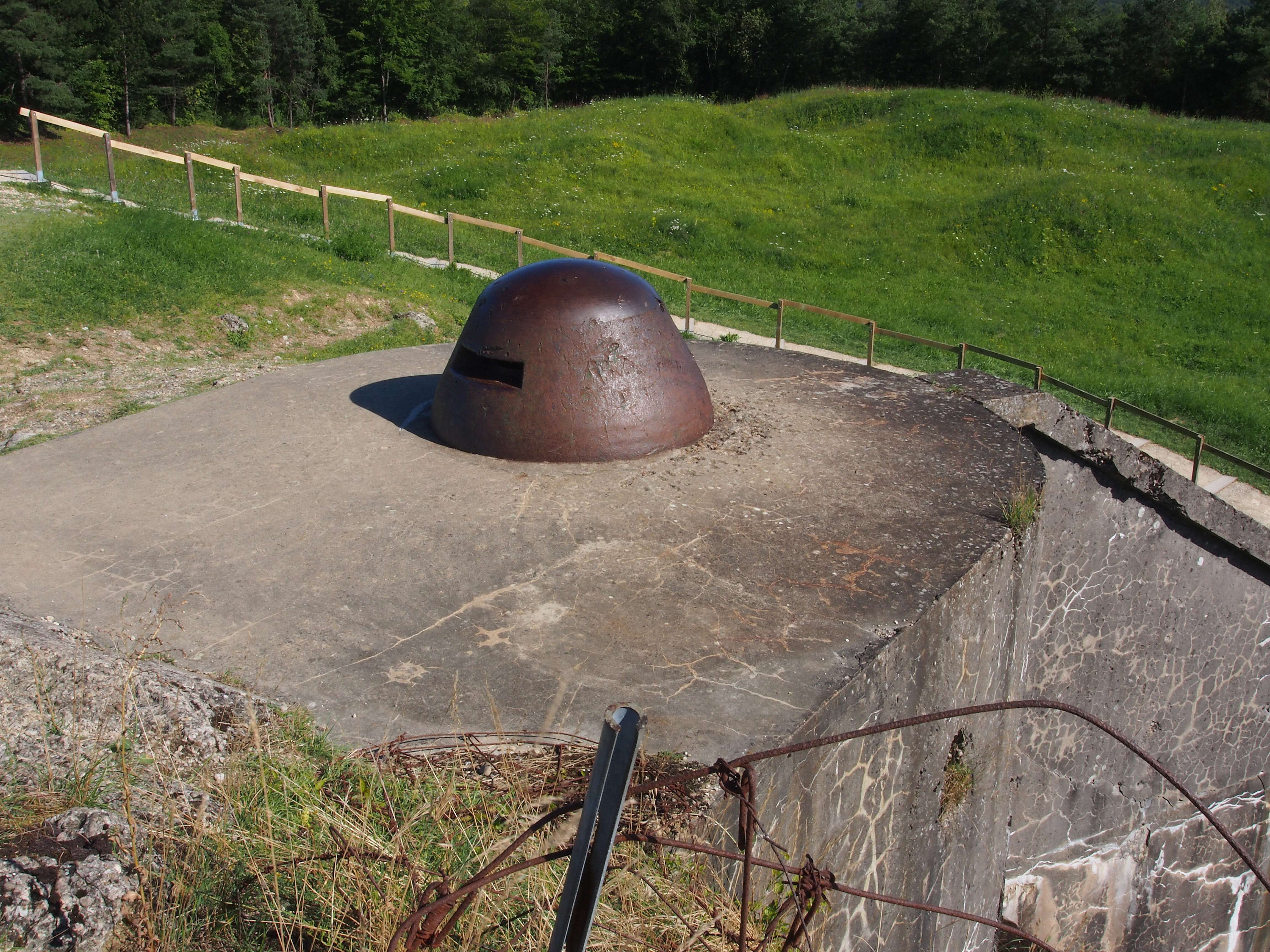
Fort de Douaumont – 80 cm Kuppel
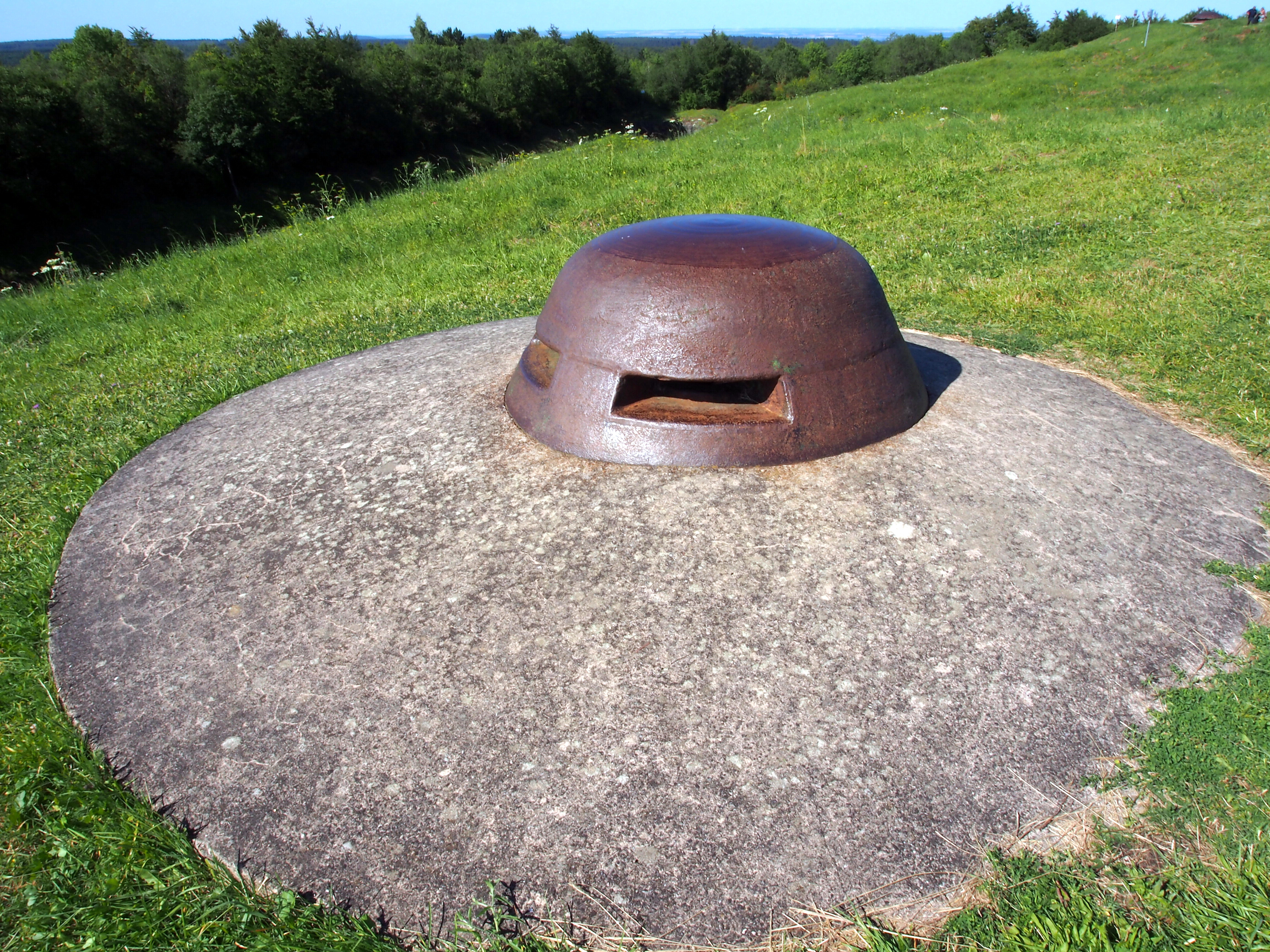
Fort de Douaumont – 100 cm Kuppel (Nr. 174)

## Liste der eingebauten Beobachtungeskuppeln mit 80 cm Durchmesser
| Lfd Nr.            | Platz                   | Fort                             | Fertigstellung       | Verbleib                              |
| ------------------ | ----------------------- | -------------------------------- | -------------------- | ------------------------------------- |
| 1 bis 5            | Lunéville               | Fort de Manonviller              | 20. Juni 1893        | Nr. 4 und 5 1914 zerstört             |
| 6 bis 8            | Nancy                   | Batterie d’Eperon                | 20. Juni 1893        | noch vor Ort                          |
| 9 bis 12           | Nancy                   | Fort de Pont Saint Vincent       | 20. Oktober 1894     | 1943 durch die Deutschen verschrottet |
| 13 bis 15          | Fester Platz Épinal     | Fort d’Arches                    | 25. November 1895    | 1943 durch die Deutschen verschrottet |
| 16 und 17          | Fester Platz Verdun     | Fort d’Haudainville              | 1. September 1900    | noch vor Ort                          |
| 18 und 19          | Fester Platz Verdun     | Fort de Douaumont                | 11. April 1901       | noch vor Ort                          |
| 20                 | Fester Platz Verdun     | Fort de Dugny                    | 11. April 1901       | noch vor Ort                          |
| 21 und 22          | Fester Platz Verdun     | Ouvrage de Froideterre           | 11. April 1901       | noch vor Ort                          |
| 25                 | Fester Platz Verdun     | Ouvrage de Thiaumont             | 11. April 1901       | 1916 zerstört                         |
| 26                 | Fester Platz Verdun     | Ouvrage de Charny                | 11. April 1901       | Verbleib unbekannt                    |
| 27                 | Fester Platz Toul       | Ouvrage de la Cloche             | 11. April 1901       | 1943 von den Deutschen verschrottet   |
| 28                 | Fester Platz Toul       | Batterie Nord de Villey le Sec   | 12. Juni 1902        | noch vor Ort                          |
| 29 und 30          | Fester Platz Toul       | Redan de Villey le Sec           | 12. Juni 1902        | noch vor Ort                          |
| 32 und 33          | Fester Platz Toul       | Fort de Lucey                    | 12. Juni 1902        | 1943 von den Deutschen verschrottet   |
| 34                 | Fester Platz Verdun     | Ouvrage de la Lauffée            | 12. Juni 1902        | 1943 von den Deutschen verschrottet   |
| 35                 | Fester Platz Verdun     | Ouvrage de Déramé                | 12. Juni 1902        | noch vor Ort                          |
| 36                 | Fester Platz Verdun     | Fort de Vaux                     | 12. Juni 1902        | 1916 zerstört                         |
| 37                 | Fester Platz Verdun     | Fort des Sartelles               | 12. Juni 1902        | noch vor Ort                          |
| 38 und 39          | Fester Platz Verdun     | Fort de Vaux                     | 21. September 1904   | 1916 zerstört                         |
| 40 und 41          | Brest (Finistère)       | Fort St. Michel Îlle d’Ouessant  | 21. September 1904   | noch vor Ort                          |
| 42 und 44          | Fester Platz Verdun     | Fort de Landrecourt              | 21. September 1904   | noch vor Ort                          |
| 45                 | Fester Platz Toul       | Fort de Bruley                   | 21. September 1904   | 1943 von den Deutschen verschrottet   |
| 46 bis 48          | Fester Platz Toul       | Reduit de Villey le Sec          | 21. September 1904   | 1943 von den Deutschen verschrottet   |
| 49 und 50          | Fester Platz Verdun     | Fort de Bois Bourrus             | 21. September 1904   | 1943 von den Deutschen verschrottet   |
| 51 und 52          | Fester Platz Toul       | Fort de Lucey                    | 21. September 1904   | 1943 von den Deutschen verschrottet   |
| 53                 | Fester Platz Toul       | Batterie Nord Villy le Sec       | 14. Juni 1905        | noch vor Ort                          |
| 54 bis 56          | Fester Platz Toul       | Fort de Gondreville              | 14. Juni 1905        | noch vor Ort                          |
| 59                 | Hauts Meuse             | Fort de Liouville                | 14. Juni 1905        | noch vor Ort                          |
| 60 und 61          | Fester Platz Toul       | Fort de Trondes                  | 14. Juni 1905        | 1943 von den Deutschen verschrottet   |
| 62                 | Fester Platz Verdun     | Fort de Marre                    | 14. Juni 1905        | 1944 von der US Army zerstört         |
| 63 bis 65          | Fester Platz Verdun     | Ouvrage de la Falouse            | 14. Juni 1905        | noch vor Ort                          |
| 66 und 67          | Fester Platz Toul       | Fort de Domgermain               | 14. Juni 1905        | noch vor Ort                          |
| 68                 | Fester Platz Toul       | Ovrage de Domgermain             | 1. September 1905    | noch vor Ort                          |
| 69 und 70          | Fester Platz Toul       | Ovrage du Mordant                | 1. September 1905    | noch vor Ort                          |
| 71 bis 73          | Fester Platz Toul       | Fort du Vieux Canton             | 1. September 1905    | 1943 von den Deutschen verschrottet   |
| 74                 | Fester Platz Toul       | Ouvrage de Francheville          | 1. September 1905    | 1943 von den Deutschen verschrottet   |
| 75 und 76          | Fester Platz Belfort    | Ouvrage des Fougerais            | 1. September 1905    | 1943 von den Deutschen verschrottet   |
| 77 bis 79          | Fester Platz Toul       | Fort du Chanot                   | 1. September 1905    | noch vor Ort                          |
| 80 und 81          | Fester Platz Toul       | Fort d’Ecrouves                  | 1. September 1905    | 1943 von den Deutschen verschrottet   |
| 82                 | Fester Platz Belfort    | Batterie cuirassée Fort de Roppe | 1. September 1905    | 1943 von den Deutschen verschrottet   |
| 83 bis 85          | Fester Platz Verdun     | Fort de Choisel                  | 1. September 1905    | 1945 von der US Army zerstört         |
| 86 und 87          | Fester Platz Belfort    | Fort de Bessoncourt              | 1. September 1905    | 1943 von den Deutschen verschrottet   |
| 88                 | Fester Platz Belfort    | Fort de Bessoncourt              | 21. Mai 1906         | 1943 von den Deutschen verschrottet   |
| 89 bis 92          | Fester Platz Verdun     | Fort de Moulainville             | 21. Mai 1906         | 1943 von den Deutschen verschrottet   |
| 93 und 94          | Fester Platz Dünkirchen | Ouvrage de la Petite-Synthe      | 22. Mai 1906         | noch vor Ort                          |
| 95 bis 98          | Fester Platz Verdun     | Fort de Regret                   | 22. od. 23. Mai 1906 | noch vor Ort                          |
| 99 und 100         | Hauts Meuse             | Fort de Lionville                | 23. Mai 1906         | noch vor Ort                          |
| 101 und 102        | Fester Platz Épinal     | Fort de Deyvillers               | 23. Mai 1906         | 1943 von den Deutschen verschrottet   |
| 103                | Fester Platz Épinal     | Fort de Deyvillers               | 15. Februar 1907     | 1943 von den Deutschen verschrottet   |
| 104 bis 107        | Nancy                   | Fort de Frouard                  | 15. Februar 1907     | noch vor Ort                          |
| 108 und 109        | Fester Platz Verdun     | Fort du Rozelier                 | 16. Februar 1907     | noch vor Ort                          |
| 110 und 111        | Fester Platz Verdun     | Fort de Douaumont                | 1. September 1905    | noch vor Ort                          |
| 112                | Fester Platz Toul       | Fort de Lucey                    | 16. Februar 1907     | 1943 von den Deutschen verschrottet   |
| 113 und 114        | Fester Platz Belfort    | Fort de Roppe                    | 18. Februar 1907     | 1943 von den Deutschen verschrottet   |
| 115 bis 117        | Fester Platz Épinal     | Fort des Adelphes                | 18. Februar 1907     | 1943 von den Deutschen verschrottet   |
| 118                | Nancy                   | Fort Pont St. Vincent            | 28. August 1907      | 1943 von den Deutschen verschrottet   |
| 119                | Fester Platz Verdun     | Fort de Chana                    | 28. August 1907      | noch vor Ort                          |
| 120 bis 122        | Fester Platz Belfort    | Fort du Haut Bois                | 28. August 1907      | 1943 von den Deutschen verschrottet   |
| 123, 124, 130, 131 | Fester Platz Épinal     | Fort de Longchamp                | 28. August 1907      | 1943 von den Deutschen verschrottet   |
| 125 und 126        | Fester Platz Épinal     | Fort de Dogneville               | 28. August 1907      | 1943 von den Deutschen verschrottet   |
| 127 und 129        | Fester Platz Toul       | Fort de Lucey                    | 28. August 1907      | 1943 von den Deutschen verschrottet   |
| 132                | Fester Platz Toul       | Fort de Blénod                   | 28. August 1907      | 1943 von den Deutschen verschrottet   |
| 133 und 136        | Fester Platz Toul       | Fort de Blénod                   | 15. Januar 1909      | 1943 von den Deutschen verschrottet   |
| 134, 135, 137, 138 | Fester Platz Belfort    | Fort du Bois d’Oye               | 15. Januar 1909      | 1943 von den Deutschen verschrottet   |
| 139 bis 141        | Fester Platz Épinal     | Fort de Longchamp                | 15. Januar 1909      | 1943 von den Deutschen verschrottet   |
| 142                | Fester Platz Toul       | Fort de Tillot                   | 15. Januar 1909      | noch vor Ort                          |
| 143 und 144        | Fester Platz Belfort    | Fort du Vézélois                 | 15. Januar 1909      | 1943 von den Deutschen verschrottet   |
| 145 bis 147        | Fester Platz Belfort    | Ouvrage de Chèvremont            | 15. Januar 1909      | 1943 von den Deutschen verschrottet   |
| 148                | Nancy                   | Fort de Frouard                  | 28. Dezember 1909    | noch vor Ort                          |
| 149 und 150        | Fester Platz Toul       | Fort de Tillot                   | 28. Dezember 1909    | noch vor Ort                          |
| 151                | Fester Platz Épinal     | Fort d’Uxegney                   | 28. Dezember 1909    | noch vor Ort                          |
| 152 bis 155        | Fester Platz Toul       | Fort de Manonviller              | 28. Dezember         | 1914 von den Deutschen zerstört       |
| 156 und 157        | Fester Platz Belfort    | Ouvrage de Meroux                | 28. Dezember 1909    | 1943 von den Deutschen verschrottet   |

## Liste der eingebauten oder geplanten Beobachtungeskuppeln mit 100 cm Durchmesser
| Lfd Nr.      | Platz                 | Fort                          | Fertigstellung   | Verbleib                                                                                          |
| ------------ | --------------------- | ----------------------------- | ---------------- | ------------------------------------------------------------------------------------------------- |
| 158          | Fester Platz Belfort  | Abri de combat de Bessoncourt | 27. Juli 1912    | noch vor Orte                                                                                     |
| 159          | Fester Platz Toul     | Ouvrage Est du Vieux Canton   | 27. Juli 1912    | noch vor Ort                                                                                      |
| 160 und 161  | Fester Platz Épinal   | Fort Uxegney                  | 27. Juli 1912    | noch vor Ort                                                                                      |
| 162          | Cap St. Jaques        | Ouvrage Baria                 | 27. Juli 1912    | noch vor Ort                                                                                      |
| 163          | Fester Platz Maubeuge | Fort d’Haumont                | 27. Juli 1912    | 1914 zerstört                                                                                     |
| 164          | Fester Platz Maubeuge | Fort des Sarts                | 27. Juli 1912    | 1914 zerstört                                                                                     |
| 165          | Fester Platz Maubeuge | Fort de Cerfontain            | 27. Juli 1912    | 1914 zerstört                                                                                     |
| 166          | Fester Platz Maubeuge | Fort de Boussois              | 27. Juli 1912    | 1914 zerstört                                                                                     |
| 167 bis 170  | Fester Platz Verdun   | Fort de Vacherauville         | 27. Juli 1912    | 1943 von den Deutschen verschrottet                                                               |
| 171 und 172  | Fester Platz Épinal   | Fort de Longchamp             | 27. Juli 1912    | 1 Ex. von den Deutschen 1943 verschrotte, das 2. Ex. nach dem Krieg in der Maginotlinie verwendet |
| 173          | Fester Platz Toul     | Fort Villey le Sec            | 30. Oktober 1913 | noch vor Ort                                                                                      |
| 174          | Fester Platz Verdun   | Fort de Douaumont             | 30. Oktober 1913 | noch vor Ort                                                                                      |
| 175          | Fester Platz Verdun   | Fort de Bois Bourrus          |                  | nicht eingebaut (nach Fort de Tavannes)                                                           |
| 176          | Fester Platz Maubeuge | Fort Leveau                   | 30. Oktober 1913 | noch vor Ort                                                                                      |
| 177          | Bourg St. Maurice     | Batterie de Vulmix            |                  | nicht eingebaut (nach Fort de Troyon)                                                             |
| 178 und 179  | Fester Platz Belfort  | Fort du Mont Vaudois          |                  | nicht eingebaut (1 Ex. nach Fort de Souville)                                                     |
| 180          | Fester Platz Maubeuge | Fort du Bourdiau              |                  | nicht hergestellt                                                                                 |
| 181          | Fester Platz Verdun   | Fort de Douaumont             |                  | nicht hergestellt                                                                                 |
| 175          | Fester Platz Verdun   | Fort de Tavannes              | 1917             | noch vor Ort                                                                                      |
| 177          | Hauts de Meuse        | Fort de Troyon                | 1917             | ?                                                                                                 |
| 178 oder 179 | Fester Platz Verdun   | Fort de Souville              | 1917             | noch vor Ort                                                                                      |